# 旧水田家住宅
旧水田家住宅（きゅうみずたけじゅうたく）は千葉県鴨川市にある歴史的建造物（民家）。国の登録有形文化財に登録されている。

## 概要
水田家は17世紀初頭に讃岐よりこの安房の嶺岡山麓の地に移住した。この地は日本の酪農発祥の地としても知られており、明治中期には水田家もホルスタインをイギリスから輸入し、飼育したことが記録に残っている。
旧水田家住宅は関東大震災で周辺の家屋に甚大なる被害が出た中、損傷を受けずに済んだ希有な家屋である。戦後通商産業大臣や大蔵大臣を務めた水田三喜男の生家でもある。2002年（平成14年）2月14日、主屋と長屋門が国の登録有形文化財に登録された。現在は公開されており見学することができる。

## 建築概要
- 主屋
  - 建築年代は江戸時代後期と推定。
  - 桁行15.8m、梁間11.1m、建築面積171m2、平屋。
  - 屋根は寄棟造、茅葺。入り口は、平入り。
  - 東側は土間、中央は囲炉裏のある15畳の座敷を中心に板張り2室、西側は畳敷き2室の計5部屋。西外側には縁側、南側には瓦葺の下張りを張り出すなど、房総地方の民家の特徴が見られる。
- 長屋門
  - 建築年代は江戸時代後期から明治初期と推定。
  - 桁行16．4m、梁間5．5m、平屋。
  - 屋根は寄棟造、桟瓦葺，軒を大きく前面に張り出した出桁造。入り口は平入り。
  - 右側に1室、左側に2室有り、この2室は牛小屋として使用していた。

## 所在地
〒299-2856 千葉県鴨川市西字西平良339-1

## アクセス
- JR安房鴨川駅より自動車で約20分。

## 公開時間・料金
- 9:00 - 17:00
- 入場料：無
- 休館日：火

## 周辺情報
- 酪農のさと
- 鴨川シーワールド
- 曽呂温泉
- 愛宕山
- 道の駅鴨川オーシャンパーク